# 武川路
武川路是中華人民共和國上海市杨浦区一條南北走向道路，道路南起纪念路，北至政立路，中与武东路相交，道路长近1000米，宽11米，车行道宽7米，為沥青路面。道路原是万国体育会的跑马场一部分，1949年前延伸至政立路。1958年起名為武川路。路名來自於内蒙古自治区呼和浩特市武川縣。道路沿途有上海財經大學武東路校區。道路北端為上海地鐵18號線上海財經大學站。歷史上當地還有上海自行車三廠武川路廠區，前身是中國人民解放軍臨時營地。建於1956年的建筑工程部上海建筑安装工人技术学校、上海汽车起重机厂，1981年上海汽车起重机厂與上海自行車三廠合併。